# The Self-Destruction of the Ultimate Warrior
The Self-Destruction of the Ultimate Warrior è un documentario biografico del 2005 incentrato sulla leggenda del wrestling The Ultimate Warrior, prodotto dalla World Wrestling Entertainment (WWE).
All'epoca, Warrior si era ritirato dal ring e non fu coinvolto nella produzione del documentario. Il documentario ricevette recensioni contrastanti al momento della sua uscita, con critiche significative per la rappresentazione complessivamente negativa di Warrior.

## Sinossi
Il documentario si focalizza sulla carriera da wrestler professionista di Jim Hellwig, in arte "Ultimate Warrior". Nel documentario, composto principalmente da filmati d'archivio di Warrior, vengono intervistati numerosi altri wrestler professionisti e dipendenti della WWE. Molti di questi individui condividono opinioni negative su Warrior e ne criticano molti aspetti, tra cui le sue capacità sul ring come lottatore, i suoi promo insensati e il suo comportamento generalmente poco professionale.
A cominciare dalla metà degli anni ottanta, Warrior lottò nella Continental Wrestling Association e nella Universal Wrestling Federation in coppia con Steve Borden (meglio conosciuto come Sting). Warrior intraprese infine una carriera da wrestler singolo nella World Class Championship Wrestling prima di unirsi alla World Wrestling Federation (WWF, ora WWE) alla fine degli anni '80. In WWF Ultimate Warrior divenne uno dei wrestler più popolari della federazione, fu protagonista di numerosi pay-per-view e vinse sia il titolo Intercontinentale che il WWF Championship. Tuttavia, dopo essere risultato positivo a un test antidoping, nel 1992 fu licenziato dalla compagnia. Nel 1996 fu riassunto, ma nuovamente licenziato diversi mesi dopo per avere saltato diversi show. Nel corso degli anni novanta, Warrior fu coinvolto in diverse cause legali con la WWF, tra cui quelle relative al licenziamento del 1996 e ai diritti d'autore sul suo personaggio. Nel 1998 firmò con la federazione concorrente World Championship Wrestling, ma il suo periodo con la compagnia durò poco a causa di un pessimo match in pay-per-view contro Hollywood Hogan e di disaccordi sui compensi. In seguito, si ritirò definitivamente dal ring.

## Produzione
L'idea per un DVD biografico su Ultimate Warrior giunse nel 2005 come un modo per l'azienda di sfruttare la sua vasta libreria video. Secondo alcune persone che lavorarono al progetto, Warrior fu invitato a partecipare, ma lui rifiutò. Il documentario fu il primo prodotto dalla WWE incentrato in modo significativo su Warrior fin dal suo abbandono della compagnia nel 1996. Oltre al documentario principale, il DVD contiene diversi incontri di wrestling di Warrior come contenuti extra, così come altri aneddoti e storie personali degli intervistati riguardo a Warrior.

## Pubblicazione e accoglienza
Il documentario fu distribuito in formato DVD il 27 settembre 2005. Dopo l'uscita del DVD, Warrior fece causa alla WWE, tuttavia il suo caso venne respinto.
Nel complesso, il documentario ha ricevuto recensioni contrastanti dalla critica. In una recensione del 2005, il sito web di wrestling professionistico 411Mania affermò: "Non è un granché come DVD, ma è un ottimo esempio della cultura degli spogliatoi nella WWF di fine anni '80". Una successiva rivalutazione su 411Mania nel 2008 ha dato al film un punteggio di 7,2 su 10, evidenziando i contenuti speciali e la panoramica generale della carriera di Warrior come punti salienti, mentre criticava la lunga durata e la rappresentazione complessivamente negativa del soggetto. Nel 2013 il documentario ha ricevuto una recensione negativa da WrestleCrap, un sito web di wrestling professionistico, che lo definì "il peggio del wrestling professionistico".
Molti recensori hanno criticato il documentario per la sua rappresentazione complessivamente negativa di Warrior. Il dirigente della WWE Bruce Prichard affrontò questo argomento in un episodio del 2016 del suo podcast Something to Wrestle with Bruce Prichard, affermando che l'intento del documentario non era quello di infangare il nome di Warrior, ma che, durante il corso della produzione, molti degli intervistati e delle persone coinvolte avevano opinioni molto negative su di lui, il che influenzò il tono generale del progetto. Una recensione del 2021 sul sito web The Sportster definisce il film "un tentativo unilaterale di diffamazione". Nella stessa recensione, affermano che "indipendentemente da come fosse veramente Warrior come persona, il fatto che i suoi ex datori di lavoro abbiano pubblicato un intero film su quanto tutti lo odiassero è davvero bizzarro." Nel 2014 Il rapporto tra Warrior e la WWE era migliorato al punto che egli fu introdotto nella WWE Hall of Fame. Durante il suo discorso di introduzione, Warrior menzionò il documentario diverse volte, dicendo: «Il DVD era semplicemente sbagliato, tutto qui. E mi ha fatto arrabbiare, ma fu anche molto doloroso».